# Cubaris iriomotensis
Cubaris iriomotensis är en kräftdjursart som först beskrevs av Nunomura 1990.  Cubaris iriomotensis ingår i släktet Cubaris och familjen Armadillidae. Inga underarter finns listade i Catalogue of Life.